# Maurycy Urstein
Maurycy Urstein (ur. 21 września 1872 w Warszawie, zm. 4 kwietnia 1940 tamże) – polski lekarz psychiatra i neurolog.

## Życiorys
Urodził się w Warszawie w rodzinie polskich Żydów, jako syn Stanisława Ursteina (1832–1914) i Balbiny z domu Przedborskiej (1851–1934). Miał dziewięcioro rodzeństwa. Jego starszym bratem był warszawski pianista Ludwik Urstein (1870–1939), młodszym – piosenkarz i aktor Józef „Pikuś” Urstein (1884–1923). Wujem Maurycego był Ludwik Przedborski (1857–1911).
Uczęszczał najpierw do prywatnej szkoły Izaaka Methala na Nalewkach, następnie uczył się w gimnazjach w Warszawie i Gdańsku, po czym studiował medycynę na Uniwersytecie Fryderyka Wilhelma w Berlinie. Tytuł doktora medycyny otrzymał 10 sierpnia 1900. Dyplom nostryfikował na Uniwersytecie Kazańskim. Był uczniem Friedricha Jolly’ego w Berlinie i Emila Kraepelina, najpierw w Heidelbergu, potem w Monachium. Przez kilka lat był asystentem w poliklinice Samuela Goldflama. Podczas wojny rosyjsko-japońskiej powołany do armii carskiej jako lekarz wojskowy, w 1905 przebywał w Turkiestanie, gdzie kierował tamtejszym szpitalem cholerycznym. Przez półtora roku służby wojskowej zwiedził także Bucharę i Kraj Zabajkalski. Podczas I wojny światowej był dyrektorem rosyjskiego szpitala Czerwonego Krzyża, głównym pełnomocnikiem Czerwonego Krzyża frontu zachodniego i prezesem rady lekarskiej w Mińsku.
W kwietniu 1922 z ramienia Urzędu Emigracyjnego odwiedził Stany Zjednoczone. Miał możliwość zapoznania się z warunkami podróży emigrantów, w hotelach i portach, a także ich kontroli na Ellis Island. W październiku 1923 odwiedził Stany Zjednoczone ponownie. W maju 1924 miał gościnny wykład na spotkaniu Chicago Neurological Society.
W latach 1926–1927, również w służbie Urzędu Emigracyjnego, zwiedzał kraje skandynawskie. W latach 1928–1930 przebywał w różnych krajach Ameryki Łacińskiej, badając m.in. warunki sanitarno-higieniczne w koloniach polskich w Argentynie. Miał też gościnne wykłady na Uniwersytecie w Buenos Aires i w Brazylii.
Należał do Międzynarodowej Ligi Przeciwpadaczkowej, był członkiem Izby Lekarskiej Warszawsko-Białostockiej, członkiem honorowym Towarzystwa Neurologiczno-Psychiatrycznego w Buenos Aires.
W Warszawie mieszkał w latach 20. przy ulicy Polnej 72, potem pod adresem Nowogrodzka 43. Prowadził praktykę prywatną. Jego pacjentami byli m.in. Karol Szymanowski i Paweł Kochański. Wyznawał religię mojżeszową.
Zmarł w kwietniu 1940.

## Dorobek naukowy
Opublikował ponad 100 prac, w językach polskim, niemieckim, rosyjskim, angielskim, hiszpańskim i portugalskim. Współpracował z redakcjami „Nowin Lekarskich”, „Centralblatt für Nervenheilkunde und Psychiatrie”, „Centralblatt für die medizinischen Wissenschaften” i „Therapie der Gegenwart”. Autor szeregu artykułów i monografii na temat schizofrenii (na której określenie preferował termin katatonii). Jego prace były głośne w latach 30., a szczególny typ psychoz nazywano „psychozami Ursteina” (niem. Ursteinpsychosen, ang. Urstein psychoses).
W 1923 zajął stanowisko w sprawie Eligiusza Niewiadomskiego, dowodząc, że zabójca Narutowicza cierpi na chorobę psychiczną. Swoją tezę przedstawił w wydanej w tym samym roku broszurze. Pisał w niej m.in.:

„Całe życie jego jest wyrazem owej ciężkiej choroby, która z żywiołową koniecznością musiała doprowadzić do owego tragicznego rezultatu. W każdym razie nie był on zdolny właściwie pokierować swoim życiem i zdobyć sobie należne stanowisko społeczne. Przy tym pozwolił się stopniowo opanować ideom, które, być może, pierwotnie wynikały jeszcze zniechęci osobistych, lecz które w następstwie rozwinęły się w tak oczywiście niedorzeczny sposób, że ich związek ze stanowiska psychologicznego wcale ująć się nie daje. Do tego się dołącza wielka nietrafność, raczej zupełny brak sądu, słaba wola, megalomania w ocenianiu własnej osoby, typowe idee reformatorskie, nieobliczalne postępki, dziwactwa w obejściu i inne cechy charakterystyczne dla katatonii”.

W 1924 ukazała się w Stanach Zjednoczonych jego praca poświęcona procesowi Leopolda i Loeba. Była to pierwsza z wielu prac podejmujących zagadnienie psychiki tych młodocianych morderców. Psychiatrii sądowej poświęcił wydane w 1933 studium Przestępczość a psychoza.

## Lista prac
Monografie
- Ueber cerebrale Pseudobulbärparalyse: Eine Monographie nebst 150 kasuist. Beiträgen (5 eigenen). Ebering, 1900. Brak numerów stron w książce 160 ss.
- Die Dementia Praecox: und ihre Stellung zum manisch-depressiven Irresein. Eine klinische Studie. Urban & Schwarzenberg, 1909. Brak numerów stron w książce 372 ss.
- Manisch-depressives und periodisches Irresein als Erscheinungsform der Katatonie: eine Monographie. Wien: Urban & Schwarzenberg, 1912. Brak numerów stron w książce 650 ss.
- Spätpsychosen, katatoner Art: eine klinische Studie. Berlin-Wien: Urban & Schwarzenberg, 1913. Brak numerów stron w książce 440 ss.
- Katatonie unter dem Bilde der Hysterie und Psychopathie. Berlin: S. Karger, 1922. Brak numerów stron w książce 456 ss.
- Eligjusz Niewiadomski w oświetleniu psychjatry. Druk. „Rola” J. Buriana, 1923. Brak numerów stron w książce 102 ss.
- Leopold and Loeb: a psychiatric-psychological study. New York: Lecouver Press Co., 1924. Brak numerów stron w książce 132 ss.
- Criminalidad y psicosis: un estudio psicológico-forense sobre la catatonia, con cinco laudos periciales. Buenos Aires: Alemann & Ca., 1930. Brak numerów stron w książce
- Przestępczość a psychoza: studjum psychologiczno-prawnicze o katatonji z dołączeniem pięciu orzeczeń sądowo-lekarskich. Wydawnictwo Współczesne, 1933. Brak numerów stron w książce 287 ss.
- Criminalidade e psychose, um estudo psychologicoforense sobre a catatonia, com cinco laudos periciaes. Bibliotéca juridica-brasileira 29. A. Coelho Branco Fo., Rio de Janeiro 1938 286 ss.

Tłumaczenia
- (tłum.) Ignaz Dabrowski: Der Tod. Eine Studie aus d. polnischen übersetzt und mit einer Einleitung versehen von Moritz Urstein. Braunschweig: Schwetschke u. Sohn, 1896. Brak numerów stron w książce 194 ss. Także drukowane w częściach w „Neue Litterarische Blätter”
- (tłum.) H. Charlton Bastian: Über Aphasie und andere Sprachstörungen. Aus dem Englischen übersetzt von Moritz Urstein. Leipzig: Engelmann, 1902. Brak numerów stron w książce